# Under the Iron Sea
Under the Iron Sea este al doilea album de studio al formației de muzică rock Keane, lansat în 2006. În prima săptămână de la lansare, albumul a ajuns pe prima poziție în clasamentele britanice, vânzându-se în peste 222.297 de exemplare conform datelor de la Official Chart Company. În Statele Unite albumul s-a clasat pe locul al patrulea în Billboard 200, vânzându-se în peste 75.000 de unități în prima săptămână. Până la data de 22 ianuarie 2006 albumul s-a vândut în peste 3.000.000 de exemplare la nivel mondial. Melodia Nothing in My Way a fost inclusă în coloana sonoră a jocului FIFA 07.
Formația consideră Under the Iron Sea ca un progres față de Hopes and Fears cu influențe electronice, descriindu-și albumul ca fiind un „basm sinistru în care lumea aiurită”.

## Recenzii
Under the Iron Sea a primit în general recenzii pozitive din partea criticilor. Metacritic reportează o medie a scorurilor de 63/100, bazată pe 24 de recenzii.

## Lista melodiilor
Toate melodiile sunt scrise și compuse de Tim Rice-Oxley, Tom Chaplin și Richard Hughes. 
| Nr. | Titlu                                 | Lungime |  |
| 1.  | „Atlantic”                            | 4:13    |  |
| 2.  | „Is It Any Wonder?”                   | 3:06    |  |
| 3.  | „Nothing in My Way”                   | 4:00    |  |
| 4.  | „Leaving So Soon?”                    | 3:59    |  |
| 5.  | „A Bad Dream”                         | 5:06    |  |
| 6.  | „Hamburg Song”                        | 4:37    |  |
| 7.  | „Put It Behind You”                   | 3:36    |  |
| 8.  | „The Iron Sea”                        | 2:57    |  |
| 9.  | „Crystal Ball”                        | 3:53    |  |
| 10. | „Try Again”                           | 4:27    |  |
| 11. | „Broken Toy”                          | 6:07    |  |
| 12. | „The Frog Prince”                     | 4:22    |  |
| 13. | „Let It Slide” (Cântec bonus Japonia) | 4:12    |  |

## Legături externe
- Under the Iron Sea LA Keaneshaped